# Kateřina Valachová

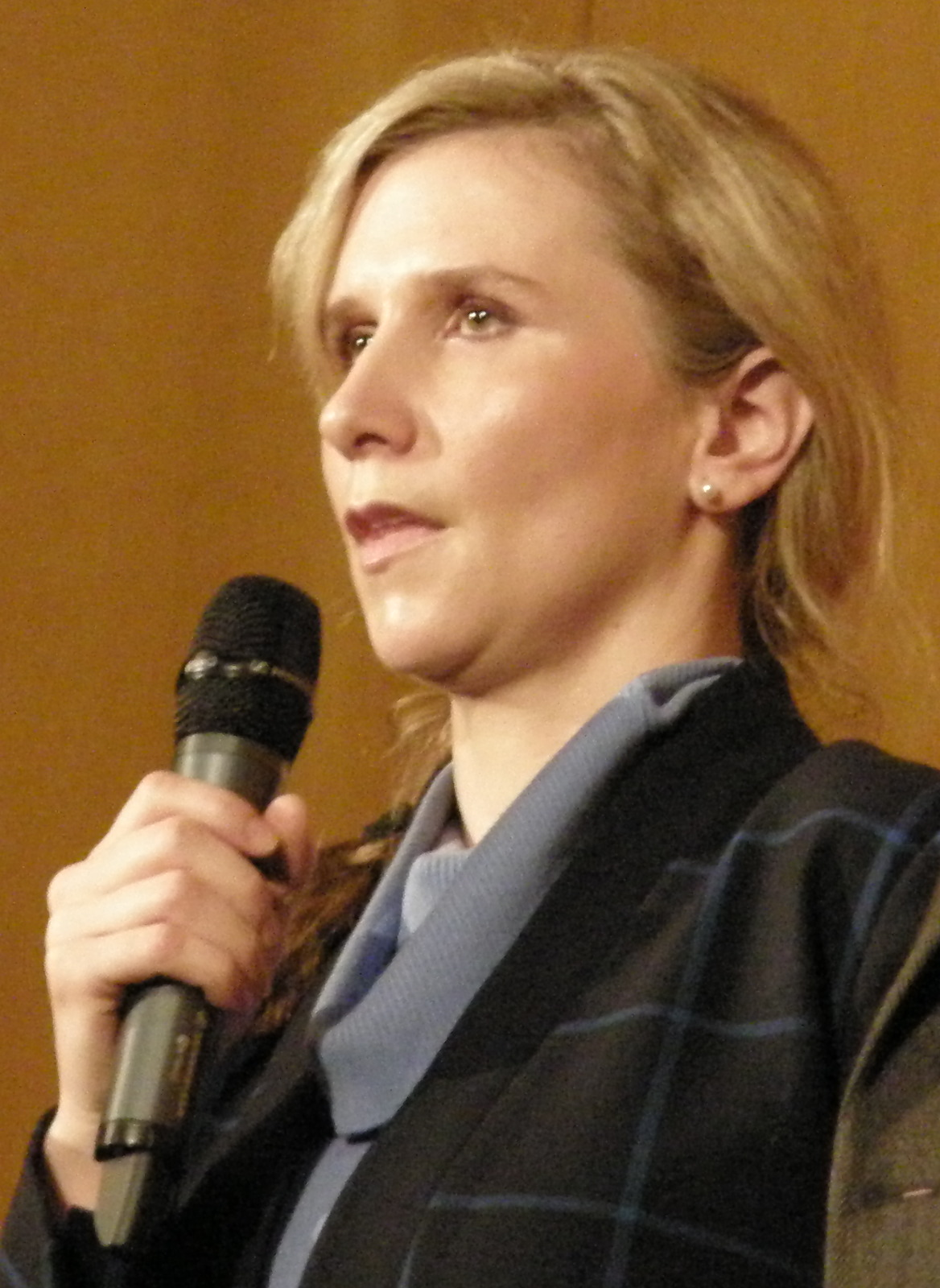
Kateřina Valachová (2015)

Kateřina Valachová (* 15. September 1976 in Brünn) ist eine tschechische Juristin und Politikerin. Von Juni 2015 bis Juni 2017 war sie Bildungsministerin unter Premierminister Bohuslav Sobotka.
Valachová studierte auf der juridischen Fakultät der Masaryk-Universität in Brünn und begann als Juristin am Brünner Magistrat zu arbeiten. Ab 2002 war sie für die Ombudsmänner Otakar Motejl und Pavel Varvařovský tätig. Von 2006 bis 2014 unterrichtete sie Verwaltungsrecht an der Masaryk-Universität. In den Jahren 2013 und 2014 war sie Direktorin der Rechtsabteilung des Senats. Danach wurde sie Stellvertreterin des Ministers für Menschenrechte, Gleichstellung und Legislative, Jiří Dienstbier. Nach der Abberufung von Marcel Chládek ernannte Premier Bohuslav Sobotka Valachová als dessen Nachfolgerin im Ministerium für Bildung, Jugend und Sport; sie wurde am 17. Juni 2015 vereidigt.